# Sankhavaram
Sankhavaram est un village du district de Kakinada dans l'État d'Andhra Pradesh en Inde. 
Selon le recensement de l'Inde de 2011, la localité compte une population de 11 039 habitants.